# Bianca d'Aragona
Bianca Monteforte d'Aragona o Bianca Monteforte di Sicilia (1342 – 1370) fu una principessa siciliana e contessa di Empúries.

## Biografia
Era la ultimogenita del re Pietro II di Sicilia e di Elisabetta di Carinzia.
Suo padre morì nel 1342 e gli subentrò dapprima Ludovico poi Federico, entrambi fratelli di Bianca.
Dal 1342 al 1357 si succedettero come reggenti vari personaggi tra cui Elisabetta. Fu suo fratello Federico, impegnato a sedare le rivolte dei nobili aragonesi e catalani e desideroso di trovarsi alleati, a trattare le nozze di Bianca con Giovanni, figlio del principe Raimondo Berengario d'Aragona e quindi appartenente al ramo aragonese principale.
Il 3 agosto 1364 venne celebrate le nozze e Giovanni, quello stesso anno, ricevette il titolo di conte di Empúries dal padre, che si ritirò a vita privata.
Bianca fu contessa di Empúries fino alla morte avvenuta sei anni dopo. Non diede alcun figlio al marito, il quale si risposò con Giovanna d'Aragona, figlia di Pietro IV.

## Ascendenza
|                            |                               |                              | Genitori              |  |  | Nonni |  |  | Bisnonni             |  |  | Trisnonni           |  |
|                            |                               |                              |                       |  |  |       |  |  | Pietro III d'Aragona |  |  | Giacomo I d'Aragona |  |
|                            |                               |                              |                       |  |  |       |  |  | Pietro III d'Aragona |  |  | Giacomo I d'Aragona |  |
|                            |                               | Iolanda d'Ungheria           |                       |  |  |       |  |  | Pietro III d'Aragona |  |  |                     |  |
| Federico III d'Aragona     |                               |                              |                       |  |  |       |  |  | Pietro III d'Aragona |  |  |                     |  |
|                            |                               | Costanza di Sicilia          | Manfredi di Sicilia   |  |  |       |  |  |                      |  |  |                     |  |
|                            |                               | Costanza di Sicilia          | Manfredi di Sicilia   |  |  |       |  |  |                      |  |  |                     |  |
|                            |                               | Costanza di Sicilia          | Beatrice di Savoia    |  |  |       |  |  |                      |  |  |                     |  |
| Pietro II di Sicilia       |                               | Costanza di Sicilia          |                       |  |  |       |  |  |                      |  |  |                     |  |
|                            |                               | Carlo II d'Angiò             | Carlo I d'Angiò       |  |  |       |  |  |                      |  |  |                     |  |
|                            |                               | Carlo II d'Angiò             | Carlo I d'Angiò       |  |  |       |  |  |                      |  |  |                     |  |
|                            |                               | Carlo II d'Angiò             | Beatrice di Provenza  |  |  |       |  |  |                      |  |  |                     |  |
| Eleonora d'Angiò           |                               | Carlo II d'Angiò             |                       |  |  |       |  |  |                      |  |  |                     |  |
|                            |                               | Maria Arpad d'Ungheria       | Stefano V d'Ungheria  |  |  |       |  |  |                      |  |  |                     |  |
|                            |                               | Maria Arpad d'Ungheria       | Stefano V d'Ungheria  |  |  |       |  |  |                      |  |  |                     |  |
|                            |                               | Maria Arpad d'Ungheria       | Elisabetta dei Cumani |  |  |       |  |  |                      |  |  |                     |  |
| Bianca d'Aragona           |                               | Maria Arpad d'Ungheria       |                       |  |  |       |  |  |                      |  |  |                     |  |
|                            | Mainardo II di Tirolo-Gorizia | Mainardo I di Tirolo-Gorizia |                       |  |  |       |  |  |                      |  |  |                     |  |
|                            | Mainardo II di Tirolo-Gorizia | Mainardo I di Tirolo-Gorizia |                       |  |  |       |  |  |                      |  |  |                     |  |
|                            | Mainardo II di Tirolo-Gorizia | Adelaide di Tirolo           |                       |  |  |       |  |  |                      |  |  |                     |  |
| Ottone III del Tirolo      | Mainardo II di Tirolo-Gorizia |                              |                       |  |  |       |  |  |                      |  |  |                     |  |
|                            |                               | Elisabetta di Wittelsbach    | Ottone II di Baviera  |  |  |       |  |  |                      |  |  |                     |  |
|                            |                               | Elisabetta di Wittelsbach    | Ottone II di Baviera  |  |  |       |  |  |                      |  |  |                     |  |
|                            |                               | Elisabetta di Wittelsbach    | Agnese del Palatinato |  |  |       |  |  |                      |  |  |                     |  |
| Elisabetta di Carinzia     |                               | Elisabetta di Wittelsbach    |                       |  |  |       |  |  |                      |  |  |                     |  |
|                            |                               | Enrico V di Legnica          | …                     |  |  |       |  |  |                      |  |  |                     |  |
|                            |                               | Enrico V di Legnica          | …                     |  |  |       |  |  |                      |  |  |                     |  |
|                            |                               | Enrico V di Legnica          | …                     |  |  |       |  |  |                      |  |  |                     |  |
| Eufemia di Slesia-Liegnitz |                               | Enrico V di Legnica          |                       |  |  |       |  |  |                      |  |  |                     |  |
|                            |                               | Elisabetta di Kalisz         | …                     |  |  |       |  |  |                      |  |  |                     |  |
|                            |                               | Elisabetta di Kalisz         | …                     |  |  |       |  |  |                      |  |  |                     |  |
|                            |                               | Elisabetta di Kalisz         | …                     |  |  |       |  |  |                      |  |  |                     |  |
|                            |                               | Elisabetta di Kalisz         |                       |  |  |       |  |  |                      |  |  |                     |  |